# Kakawahie
Kakawahie (Paroreomyza flammea) är en utdöd fågel i familjen finkar inom ordningen tättingar.

## Utseende
Kakawahien var en 14 cm fågel. Hanen var helt scharlakansröd i olika nyanser, med tvåfärgad näbb där övre näbbhalvan var blågrå och den undre svart. Benen var brunsvarta. Honan var brun med inslag av scharlakansrött. Lätet har liknats vid ett avlägset vedklyvande. 

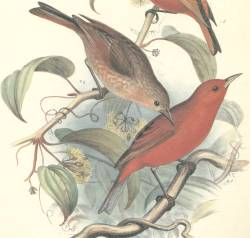

## Utbredning och systematik
Fågeln förekom tidigare på ön Molokai i Hawaii men är idag försvunnen och rapporterades senast 1963. Dess sista fäste var i akoke-skogar på Kamakou-platån. Den behandlas som monotypisk, det vill säga att den inte delas in i några underarter.

### Släktskap
Arten tillhör en grupp med fåglar som kallas hawaiifinkar. Länge behandlades de som en egen familj. Genetiska studier visar dock att de trots ibland mycket avvikande utseende är en del av familjen finkar, närmast släkt med rosenfinkarna. Arternas ibland avvikande morfologi är en anpassning till olika ekologiska nischer i Hawaiiöarna, där andra småfåglar i stort sett saknas helt. 

## Levnadssätt
Beteendet liknade tydligen släktingen maui-alauahion genom att den använde sin korta och trubbiga näbb för att picka ut insekter från gamla Myoporum sandwicense-träd. Den livnärde sig huvudsakligen på larver från skalbaggar och fjärilar, men har också noterats dricka nektar från blommor. Utsidad av dess bo ska ha dekorerats med mossa. 

## Utdöende
Kakawahien var en relativt vanlig fågel i början av 1900-talet, men ansågs utrotningshotad under 1930-talet. Orsakerna till dess försvinnande var troligen desamma som för andra skogslevande fåglar i Hawaii. Habitatförstörelse, sjukdomar spridda av invasiva myggarter liksom predation från införda rovdjur bidrog sannolikt alla till dess nedgång. Ursprungsinvånare fångade också fågeln för att använda dess fjädrar till dekoration. IUCN kategoriserar arten som utdöd.